# Monarca blau de Sulawesi
El monarca blau de Sulawesi (Hypothymis puella) és un ocell de la família dels monàrquids (Monarchidae).
Habita el bosc obert, selva, vegetació secundària i bosquets de bambú, normalment a prop de cursos fluvials, fins als 1500 m, i Sulawesi i moltes petites illes properes.
Considerada tradicionalment coespecífica amb el monarca blau coronat (Hypothymis azurea), es considera avui una espècie de ple dret.